# Kerek-sziget
A Kerek-sziget az Indiai-óceánban található, Mauritius szigetétől 22,5 km-re északkeletre. Földrajzilag a Mascarenhas-szigetcsoport tagja; közigazgatásilag Mauritiushoz tartozik. Hüllőfajairól lett híres, de fészkel itt több ritka madár is.

## Nevének eredete
A sziget alakjának legfőbb jellegzetessége, hogy nem kerek – Gerald Durrellt például egy krinolinra emlékeztette. Az elnevezés akkor válik érthetővé, ha figyelembe vesszük, hogy tőle alig pár kilométerre van egy valóban kerek sziget, amit Kígyók szigetének hívnak, pedig nem élnek rajta kígyók – a térképészek valószínűleg összekeverték a két szigetet.

## Felépítése, felszínformái
A sziget vulkáni eredetű; szinte kizárólag bazalttufából áll kisebb-nagyobb, beágyazott vulkáni bombákkal és ritkásan egy-egy lávapaddal. A laza, porózus vulkáni kőzetbe mély, meredek falú árkokat vájt az esővíz. Az endemikus fajok azért maradhattak itt meg, mert a sziget partjai meredeken zuhannak a tengerbe; természetes kikötőhelye egyáltalán nincs, a partraszállás még ma is nehéz.

## Élővilága
Területe mindössze másfél négyzetkilométer, de él rajta három olyan gyík-, két olyan kígyó- és három olyan fafaj, amelyek sehol másutt a világon nem fordulnak elő. Eredeti növényzete lomblevelű erdő és pálmás szavanna volt; most területének nagyobb része kopár; fűcsomókkal. 

### Növényzet
- hurrikánpálma (egyetlen fa maradt; ez az utolsó ilyen fa a világon);
- Kerek-szigeti palackpálma (néhány tucat maradt).

### Hüllők
Három olyan gyík- és két olyan hüllőfaj él itt, amelyek sehol másutt a világon nem találhatók meg.

#### Gyíkok
- Telfair-szkink (Leiolopisma telfairii);
- Günther-gekkó (Phelsuma guentheri);
- kis szkink.

#### Kígyók
- Rőtpikkelyű boa, avagy kerek-szigeti falakó boa (Casarea dussumieri);
- Mauritiusi boa, más néven: ásó boa avagy talajlakó boa (Bolyeria multocarinata) – az utolsó példányt 1975-ben látták.

### Madarak
- mauritiusi viharmadár avagy ékfarkú vészmadár (Pseudobulweria aterrima) ,
- trinidadi viharmadár (Pterodroma arminjoniana),
- vörösfarkú trópusimadár (Phaethon rubricauda)
- fehérfarkú trópusimadár (Phaethon lepturus).

## Emlősök
A 19. században nyulakat és kecskéket telepítettek a szigetre, hogy az esetleg ide vetődő hajótörötteknek legyen mit enniük. A növényevő emlősök elszaporodtak, és valósággal letarolták a sziget növényzetét (az idősebb fák kivételélével). Az endemikus fajok élőhelyük pusztulása következtében veszélybe kerültek; a talajlakó boa valószínűleg már ki is pusztult. Annak, hogy e pusztulás nem volt még gyorsabb, a fő oka az, hogy a kikötés nehézségei miatt a patkányok nem jutottak el a szigetre, és majmokat sem engedtek szabadon.

## Külső hivatkozások
- Gerald Durrell: Aranydenevérek, rózsaszín galambok (Gondolat, 1986)
- Látogatóban
- Round Island – Mauritian Wildlife Foundation (angolul)